# (6179) Brett
(6179) Brett est un astéroïde de la ceinture principale.

## Description
(6179) Brett est un astéroïde de la ceinture principale. Il fut découvert le 3 mars 1986 à l'Observatoire Palomar par Carolyn S. Shoemaker et Eugene M. Shoemaker. Il présente une orbite caractérisée par un demi-grand axe de 2,43 UA, une excentricité de 0,22 et une inclinaison de 23,3° par rapport à l'écliptique.

## Compléments